# Hypomolis viridis
Hypomolis viridis är en fjärilsart som beskrevs av Paul Dognin 1903. Hypomolis viridis ingår i släktet Hypomolis och familjen björnspinnare. Inga underarter finns listade i Catalogue of Life.